# Waimate
 (décembre 2023).
Si vous disposez d'ouvrages ou d'articles de référence ou si vous connaissez des sites web de qualité traitant du thème abordé ici, merci de compléter l'article en donnant les références utiles à sa vérifiabilité et en les liant à la section « Notes et références ».
Waimate est une petite ville de la région de Canterbury, dans l'île du Sud de la Nouvelle-Zélande. Elle est le siège du district du même nom. Les terres sont surtout dévolues à l'agriculture.

## Localisation et accès

### Localisation

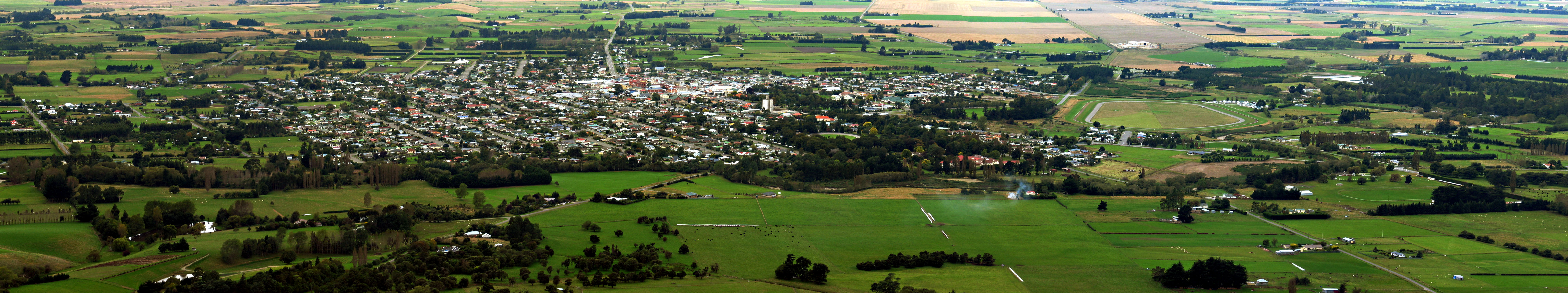
Vue panoramique à partir de White Horse en regardant au-dessus du centre-ville de Waimate.

Le district de Waimate est bordé par le fleuve Waitaki au sud, la ville de Pareora au nord, et la vallée de Hakataramea à l’ouest. Le fleuve Waihao, qui débute au niveau du bassin de drainage de la chaîne de  Hunter Hills s’étendant vers l’est sur le côté sud du centre-ville de Waimate, rejoignant la crique de Waimate (en). Toutes les deux se terminent en réalité en se déversant tout près dans la mer au niveau de Wainono Dead Arm, puis s’écoulent ensuite dans le lagon de lagon de Wainono (en) près de la ville de Studholme. La ville de Waimate est localisée juste à l’intérieur de la côte est de l’Île du Sud.

### Transports
La ville peut être atteinte par un court détour vers l’ouest, en empruntant la SH 1, l'axe nord/sud principal de la région de Canterbury. Waimate est à 45,7 km au sud de la ville de Timaru, la seconde ville de la région de Canterbury et à 20 km au nord du fleuve Waitaki, qui forme la limite entre la région de Canterbury et la province d’Otago vers le sud. Les regards des visiteurs sont marqués par la vue panoramique qui s’offre sur la ville et les plaines du district et au-delà vers l’océan Pacifique.
De 1877 jusqu’en 1966, Waimate est desservie par le chemin de fer, qui relie la ligne principale du sud (en) à sept kilomètres à l’est avec la ville de Studholme.
Pendant soixante-dix années, jusqu'en 1953, la ligne fonctionne de Waimate à Waihao Downs. Quand l’embranchement de la ligne de chemin de fer est fermé, le 31 mars 1966, Waimate devient la première grande ville de Nouvelle-Zélande à perdre sa liaison ferroviaire.

## Population
Lors du recensement de 2006, la population du district de Waimate est évaluée à 7 206 personnes.

## Économie
La surface du district est de 3 582,19 km2 formant la section sud de la riche plaine agricole de Canterbury. Les terres sont surtout dévolues à l'agriculture. Le district est une zone agricole très productive avec un mélange de production pastorale, de récolte de céréales, de fermes laitières, de fruits et de culture de légumes.
Comme la plupart des villes rurales de Nouvelle-Zélande, Waimate a souffert d’un retournement économique dans les années 1980, avec la fermeture de la laiterie et d’un certain nombre de scieries.
Pour la dernière décade du XXe siècle, les plus gros employeurs du district étaient des entreprises de conditionnement de légumes et une usine de fabrication de frites et autres produits à base de pommes de terre comme à Makikihi. Toutes sauf la dernière ont fermé dans les premières années du XXIe siècle. Toutefois, le développement récent d’une scierie à grande échelle et d’une importante laiterie associée avec la bonne santé des fermes laitières et d’une bulle de croissance dans tout le pays de 2003 à 2007, a vu un renouveau de la confiance dans le secteur de Waimate.

## Faune
Waimate est connue pour sa population de wallabies de Bennett. Ces marsupiaux ont été introduits à partir de l’Australie et vivent maintenant en liberté dans le paysage entourant la ville. La ville est aussi réputée pour le mémorial du White Horse Monument, qui est une silhouette de cheval blanc, qui peut être vu dans les collines derrière la ville. Il commémore les chevaux de race Clydesdale, qui aidèrent à pénétrer dans les terres vierges lors des premiers temps de la colonisation.

## Personnalités notables

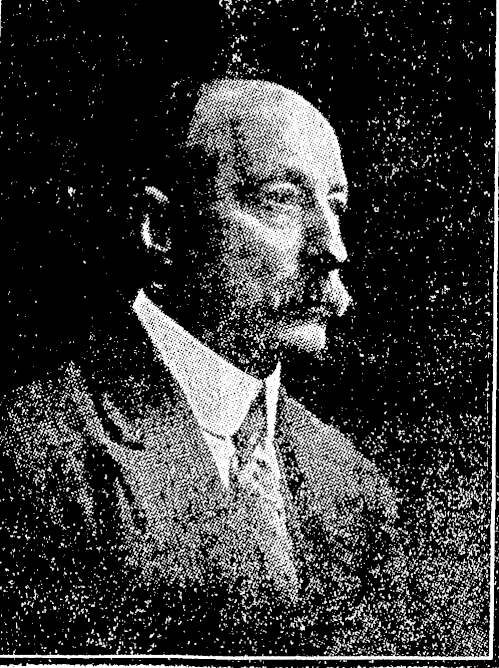
George Dash, deux fois maire de Waimate, de 1917 à 1919 et de 1925 à 1941. Photo prise en 1927.

- Eric Batchelor (en), le plus décoré du Commonwealth parmi les sous-officiers (NCO) de la Seconde Guerre mondiale ;
- Margaret Cruickshank (1873–1918), la deuxième femme diplômée en médecine en Nouvelle-Zélande et la première femme de Nouvelle-Zélande à être enregistrée et à exercer comme médecin généraliste.

Bien que n’étant pas née à Waimate, elle y passa sa carrière professionnelle et son décès est célébré par un monument la montrant au milieu de la ville ;
- Mary Gorman (en), infirmière de la Première Guerre mondiale, qui mourut dans le naufrage du SS Marquette (en) ;
- A. M. Hamilton (en), connu pour la construction de la Hamilton Road à travers le Kurdistan et la conception du système du pont de Callender-Hamilton (en) ;
- Major général Howard Kippenberger (en), officier commandant les forces de la Nouvelle-Zélande en Afrique du Nord durant la Seconde Guerre mondiale ;
- Norman Kirk, 29e Premier ministre de Nouvelle-Zélande, de 1972 à 1974.

## Lieux notables
- St. Augustine : église anglicane, localisée sur John Street dans Waimate, fut conçue en 1872 par Benjamin Mountfort ;
- Basilique St Patrick (en) (Catholic), localisée sur Timaru Rd fut conçue en 1908 par Francis Petre et est considérée comme son œuvre la plus originale[2] ;
- Waimate Museum, localisé dans Shearman St, fut conçu en 1878 par P.M.F. Burrows ;
- Waimate White Horse ;

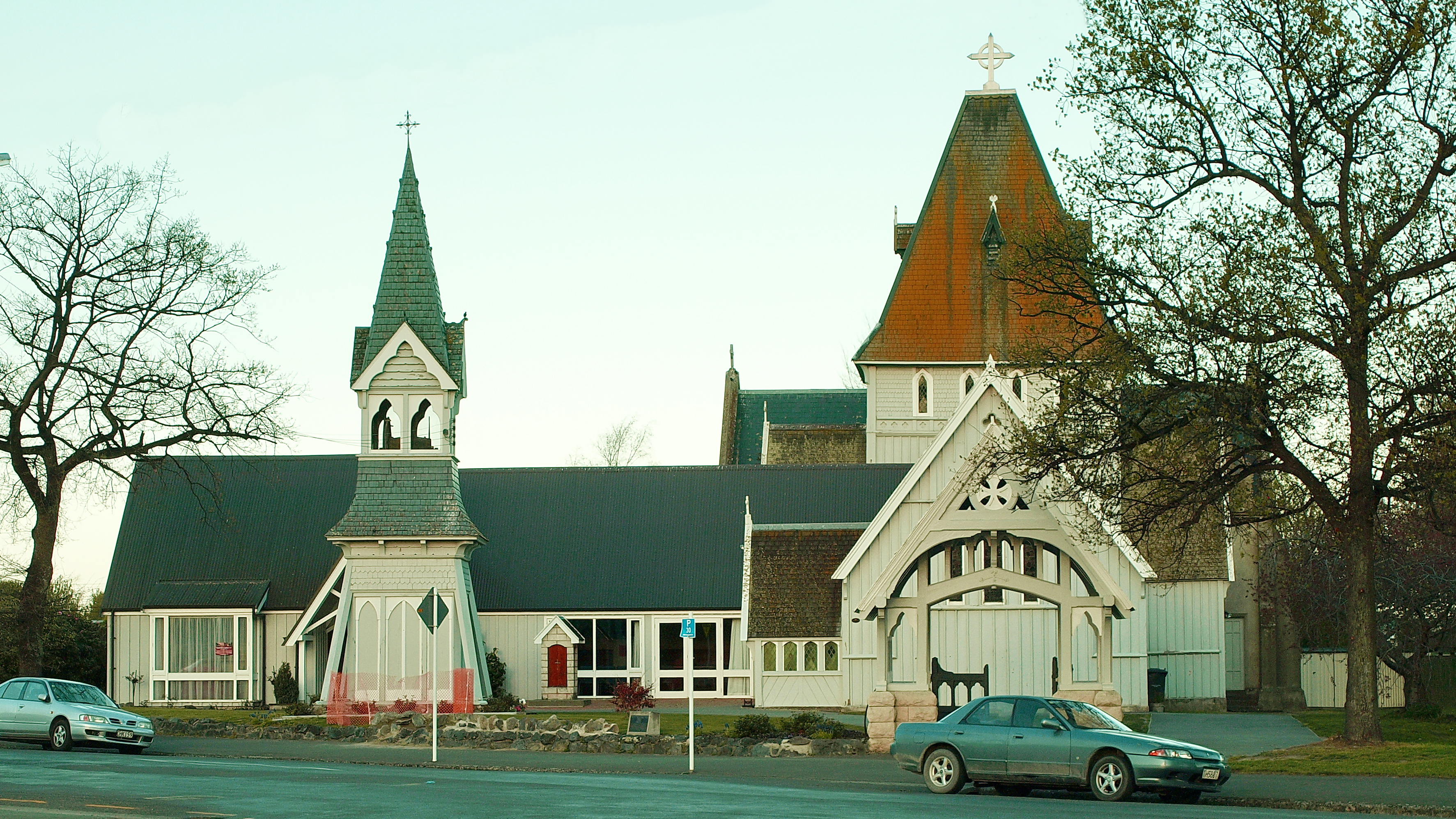
Église Saint-Augustin.
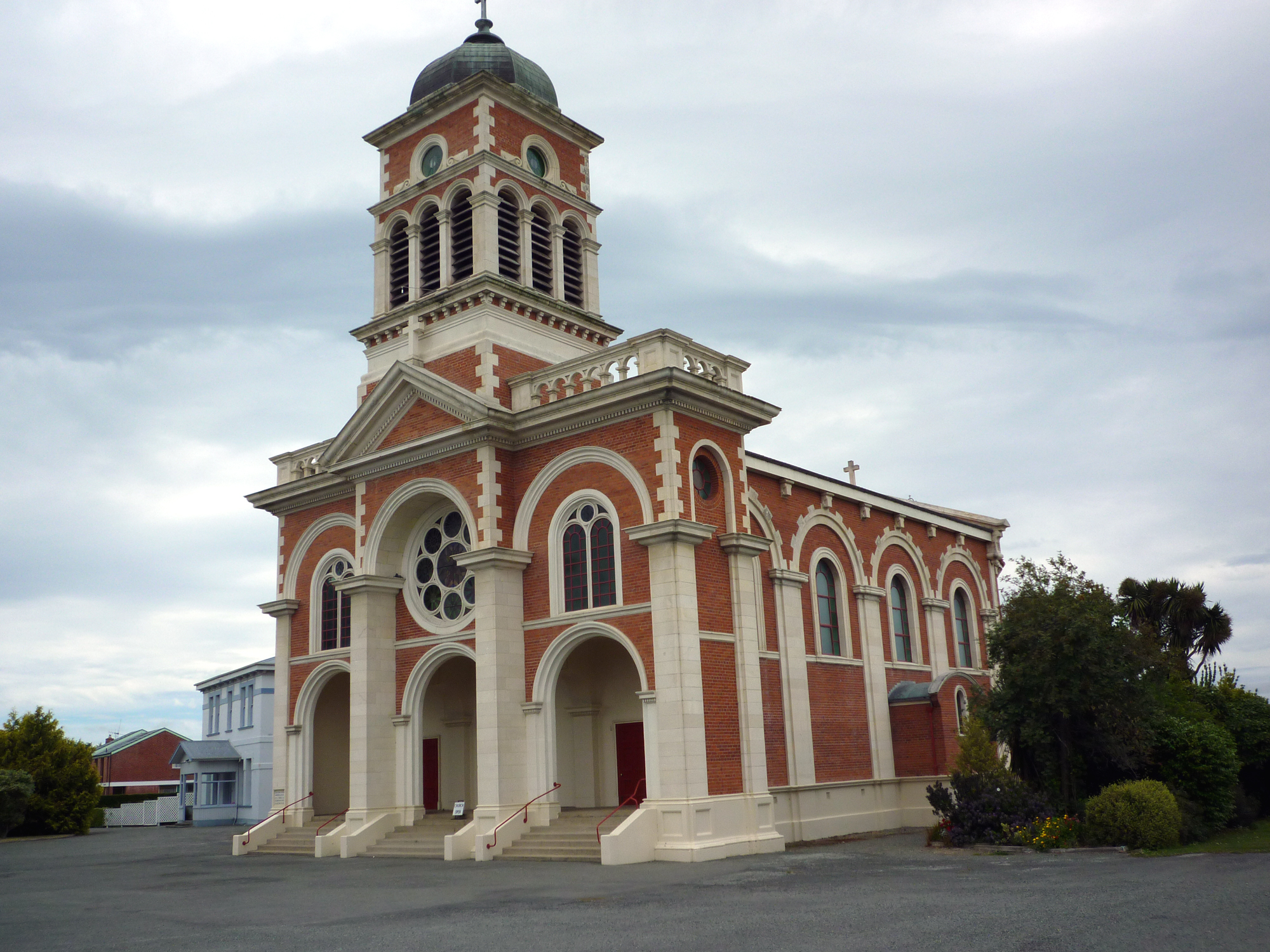
Basilique catholique Saint-Patrick.
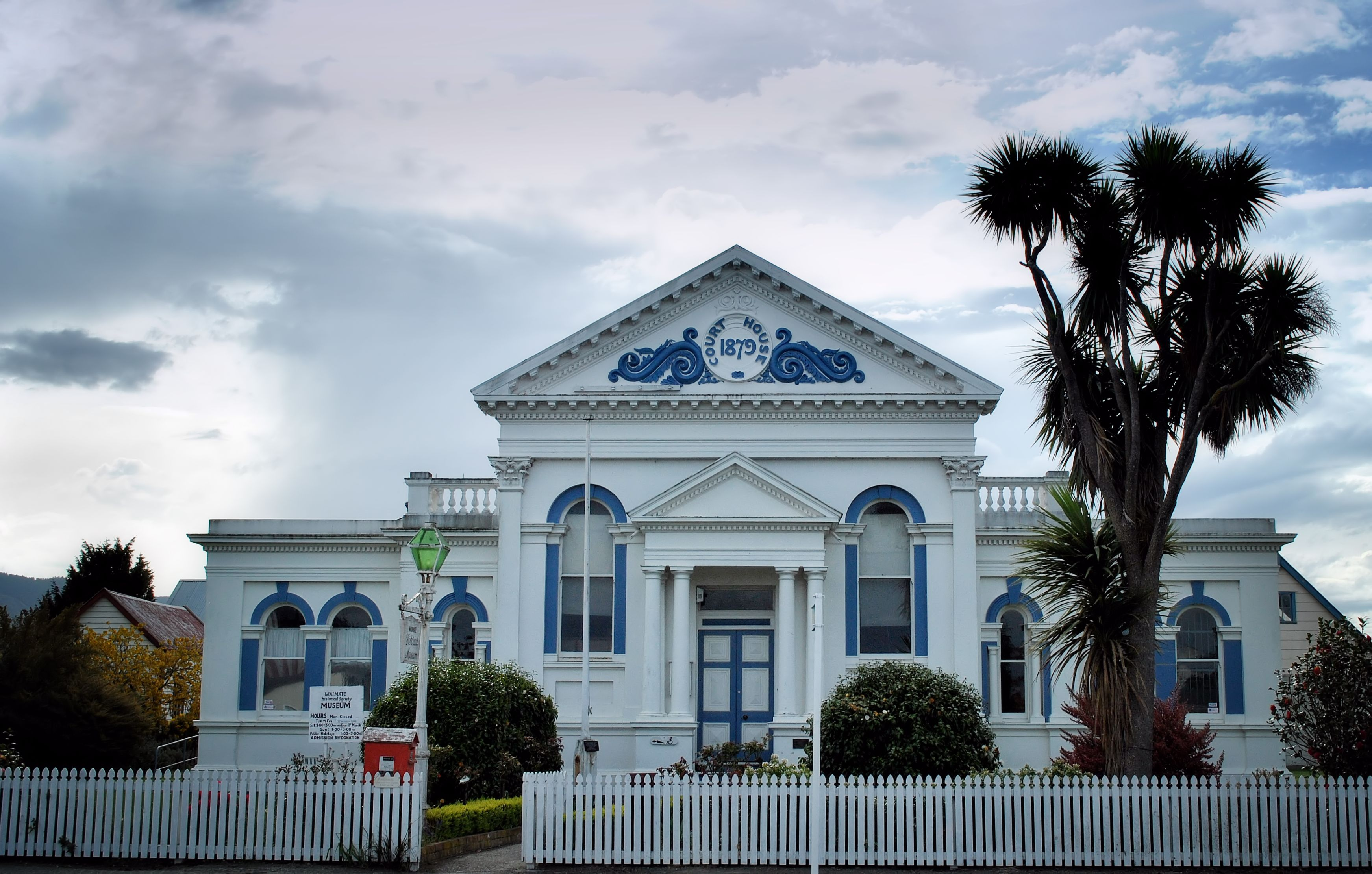
Musée de Waimate.
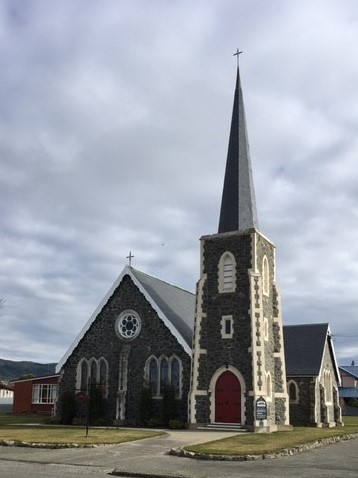
Église  prébytérienne de Waimate.
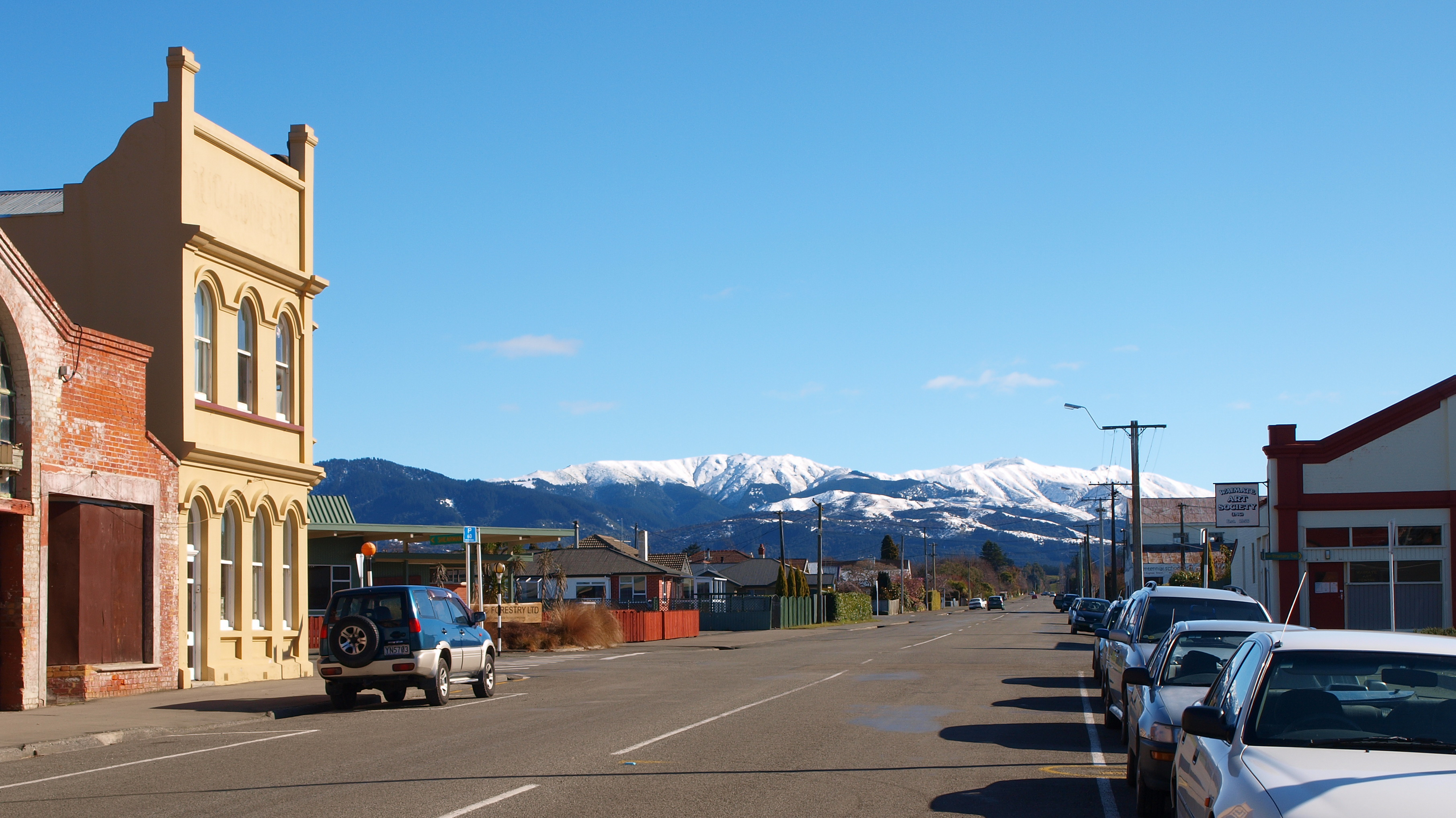
La Grande rue ou rue principale, de Waimate.
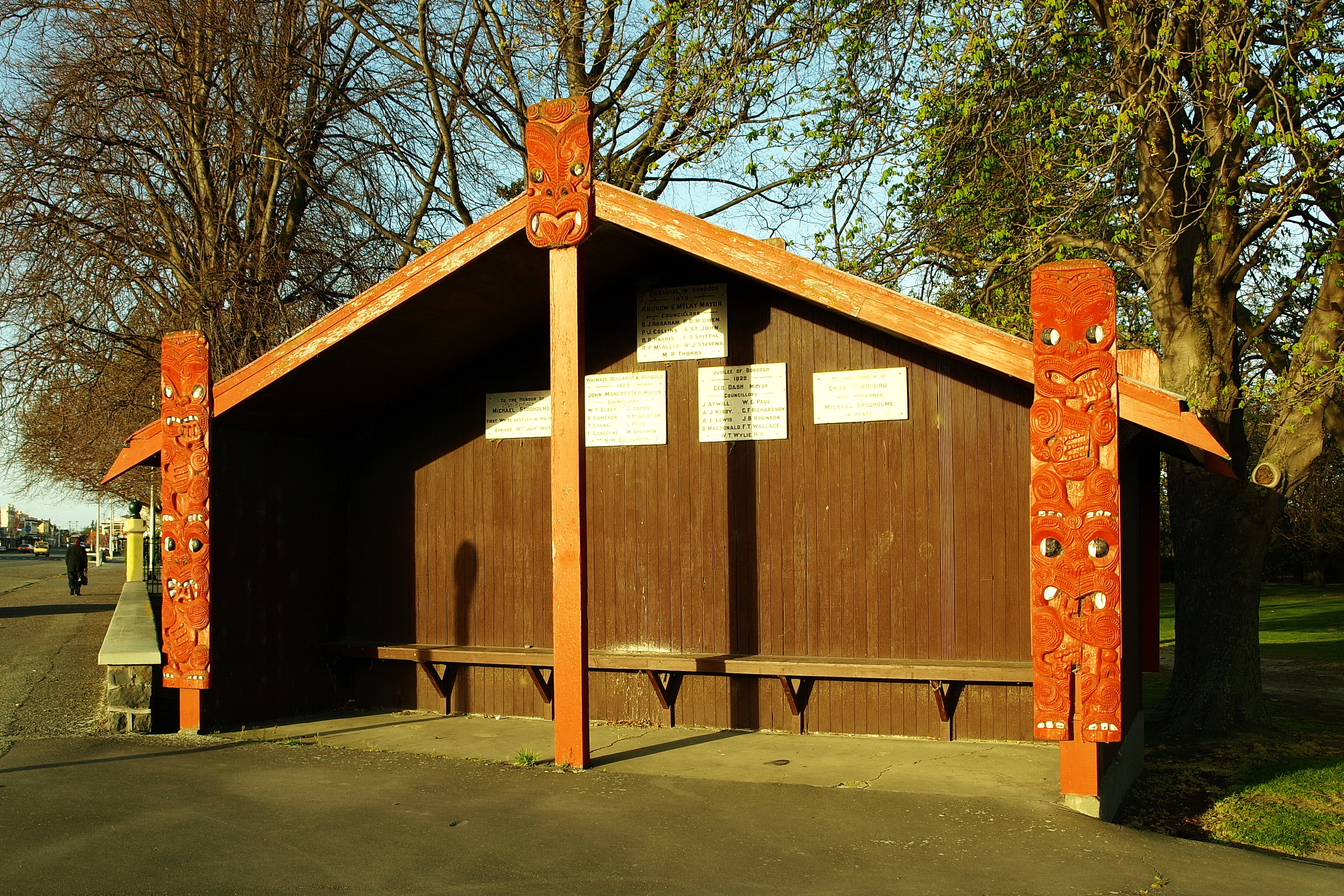
Maison de rencontres Maoris.

### Zélandia
Juste en dehors de la rue principale, la statue de Zélandia (en) est une représentation allégorique féminine de la Nouvelle-Zélande de la même façon que Britannia représente la Grande-Bretagne.
Seules deux statues de Zélandia existent dans tout le pays, l'autre étant à Palmerston dans la région d’Otago. Toutes les deux sont érigées comme mémorial à la suite de la seconde guerre des Boers.

## Sport

### Rugby
- Le Waimate Rugby Football Club, dont l’équipe est en compétition dans le cadre de la South Canterbury rugby competitions ;

Le club est affilié avec la South Canterbury Rugby Football Union.

### Golf
- Waimate Golf Club[4]

## Cinéma
- The Waimate Conspiracy (2006)[5] est filmé dans la ville de Waimate.

## Jumelages
- Bourail (Nouvelle-Calédonie)
- Milton-Freewater (États-Unis)